# أثر جائحة فيروس كورونا على صناعة القنب
تأثرت صناعة القنب تأثيرا كبيرا بجائحة كورونا ، حيث قالت صحيفة انفسيتور بيزنس ديلي ان الصناعة تأثرت وأن الطلب ازداد من قبل العملاء عليه سواء التزود بالأدوية أو للترفيه لجعل وقت الحجر أقل مللا .

## أوروبا
تم إغلاق جميع المقاهي في هولندا في البداية، لكن بعد ذلك تم اعتبارها من الأعمال الأساسية.
و تقدر مساحة الأراضي المزروعة بالقنب في جنوب مقدونيا بحوالي 178 ألف قدم مربع، حيث قلت زراعة القنب ؛ بسبب إجراءات الحجر الصحي.
لوحظ أيضا ارتفاعا في سعره وسعر الحشيش بنسبة الضعفين إلى ثلاثة أضعاف في السوق السوداء في إسبانيا. شهدت أسعار القنب ارتفاعا ملحوظا في فرنسا بسبب توقف حركة البضائع بين فرنسا والمغرب.

## شمال أمريكا

### كندا
استمرت عمليات بيع القنب القانوني في المتاجر مع ارتفاع الطلب على مبيعات القنب .

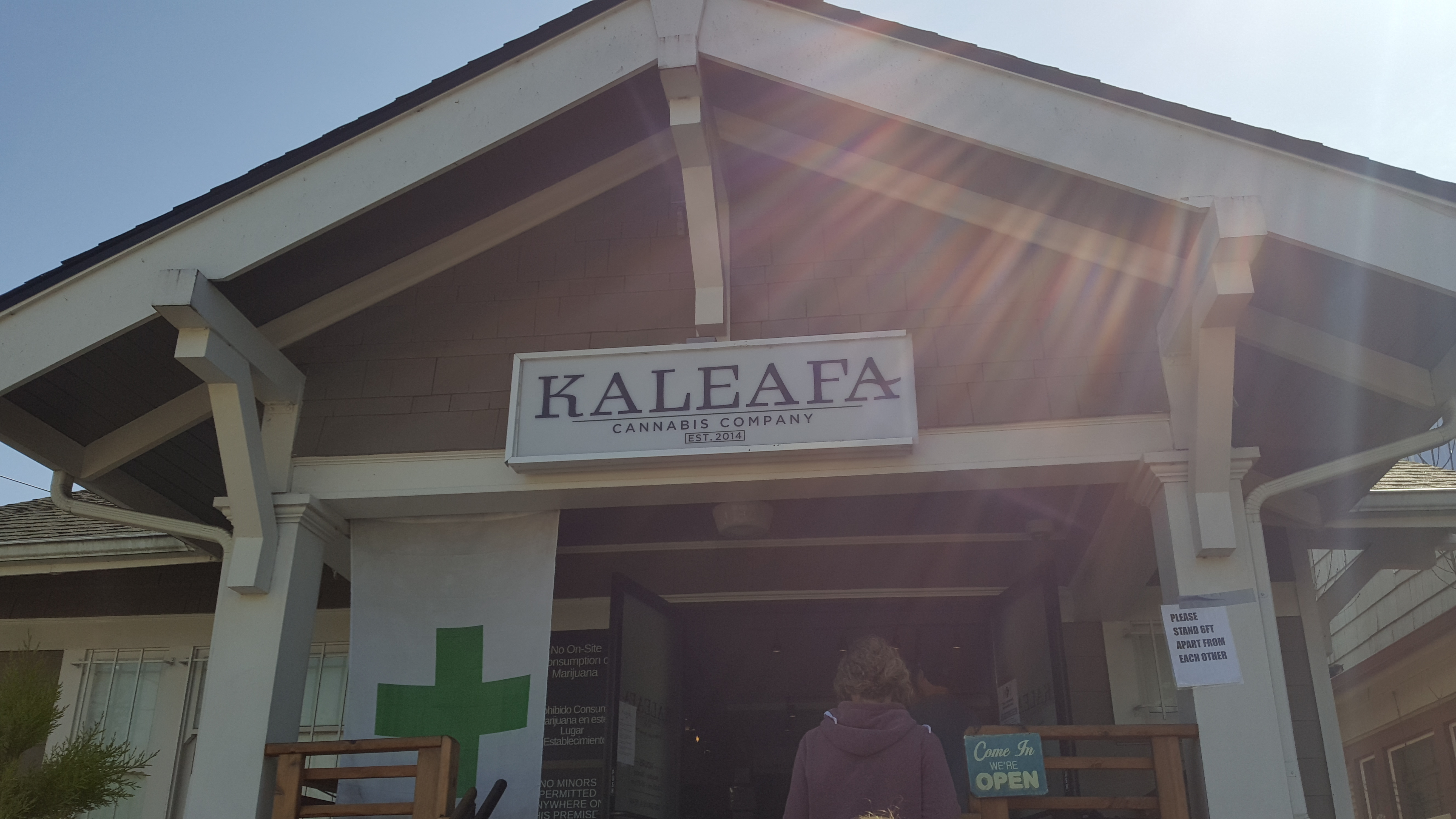
مستوصف القنب Kaleafa في بورتلاند ، حي وودستوك في ولاية أوريغون خلال الوباء، كما يتضح من اللافتات والعملاء الذين يمارسون المسافة الاجتماعية

اعتبرت كل من نيويورك،  كاليفورنيا، نيوجيرسي، نيومكسيكو، واشنطن وميشيغان وغيرها أن صناعة القنب من الأعمال الأساسية.  كما أصدرت عدة مدن موافقة على ذلك مثل سان فرانسيسكو وشيكاغو .

### الولايات المتحدة الأمريكية
قامت بعض المستوصفات بتقليل عدد ساعات العمل فيها بالإضافة إلى تقليل عدد عمالها . إن قرار ابقاء المتاجر مفتوحة في كاليفورنيا لاقا انتقادات كثيرة بسبب خوفهم من اختلاط الناس وانتشار فيروس كورونا، فقررت سانتا كلارا ايقاف العمل ابتداء من 2 نيسان .,
ارتفعت المبيعات بنسبة كبيرة في دينفر حيث وصلت إلى 392% في 22/3/2020 في اليوم السابق للحجر الصحي،  و في رينو بلغت نسبة توصيله للمازل 400% بعد الإعلان عن توقف عمليات البيع في المتاجر . و كان قرار اغلاق المتاجر أو ابقائها مفتوحا غير متساو في الولايات المتحدة.
أما في ماساتشوستس، أوقفت لجنة مكافحة القنب الترفيهي، البيع بعد أن لوحظ زيادة في الطلب الهائل عليه من قبل المرضى ودرالجدد اسة سلاسل التوريد . حيث قام مريض وخمس مستوصفات طبية برفع دعوة قضائية ضد الحاكم تشارلي بيكر بسبب عمليات الإغلاق 
عقدت آن أربور، مهرجان هاش باش السنوي في ميشيغان على الإنترنت. كما منعت اجراءات الحجر الصحي منظمين حملة السماح باستخدام الماريجوانا للترفيه من جمع تواقيع بطاقات الاقتراع .
قام الباحثون في جامعة ميامي بدراسة أثر جائحة كورونا اعتبارا من 2 نيسان . حيث تم ايقاف صناعة وتقنين القنب في عدة ولايات أمريكية.
قال إيريك التيري، المدير التنفيذي للمنظمة الوطنية لإعادة اصلاح قوانين الماريجوانا : ( ان القنب علاج آمن وفعال ويستخدمه الأمريكيون الذين يعانونمن الأمراض،  لهذا من المهم تزويد هؤلاء المرضى بأدويتهم خلال فترة الحجر ) 
و أطلقت شركة ليفي خدمة توصيل القنب في أريزونا،  فلوريدا، ميرلاند، ميشيغان، نيفادا، نيويورك، واوريغون .

## روابط خارجية
- Krane، Kris (18 مارس 2020). "How The Coronavirus Pandemic Will Affect The Cannabis Industry". فوربس. مؤرشف من الأصل في 2020-04-15.